# Mussaenda elegans
Mussaenda elegans är en måreväxtart som beskrevs av Heinrich Christian Friedrich Schumacher och Peter Thonning. Mussaenda elegans ingår i släktet Mussaenda och familjen måreväxter. Inga underarter finns listade i Catalogue of Life.